# 2074
2074 — 2074 рік нашої ери, 74 рік 3 тисячоліття, 74 рік XXI століття, 4 рік 8-го десятиліття XXI століття, 5 рік 2070-х років.

## Очікувані події
- Буде завершений Великий зелений мур у Китаї.

### Астрономічні явища
- 27 січня. Кільцеподібне сонячне затемнення.[1]
- 24 липня. Кільцеподібне сонячне затемнення.[1]

## Вигадані події
- Відбувається дія у фантастичному фільмі «Кіборг 2: Скляна тінь».
- Відбувається дія у мультфільмі Едіт і я